# 科諾維齊亞
50°5′9″N 26°11′20″E / 50.08583°N 26.18889°E
科諾維齊亞（烏克蘭語：Коновиця），是烏克蘭的村落，位於該國西部捷爾諾波爾州，由克列梅涅茨區負責管轄，面積0.52平方公里，2001年人口104，人口密度每平方公里200人。